# Flip i Flap: Pogromcy byków
Flip i Flap: Pogromcy byków (ang. The Bullfighters) – amerykański dźwiękowy film komediowy z 1945 roku. W rolach głównych wystąpił duet aktorów, znany jako Flip i Flap.

## Obsada
- Stan Laurel jako Stan / Don Sebastian
- Oliver Hardy jako Ollie
- Richard Lane jako 'Hot Shot' Coleman
- Irving Gump jako pan Gump
- Carol Andrews jako Hattie Blake
- Diosa Costello jako Conchita
- Ralph Sanford jako Richard K. Muldoon
- Margo Woode jako Señorita Tangerine
- Rory Calhoun jako El Brillante - przebrany matador
- Hank Worden jako pan McCoy
- Max Wagner jako farmer
- Emmett Vogan jako prokurator
- Cyril Ring jako klient w kawiarni
- Jay Novello jako Luis
- Edward Gargan jako Vasso